# Animale da compagnia

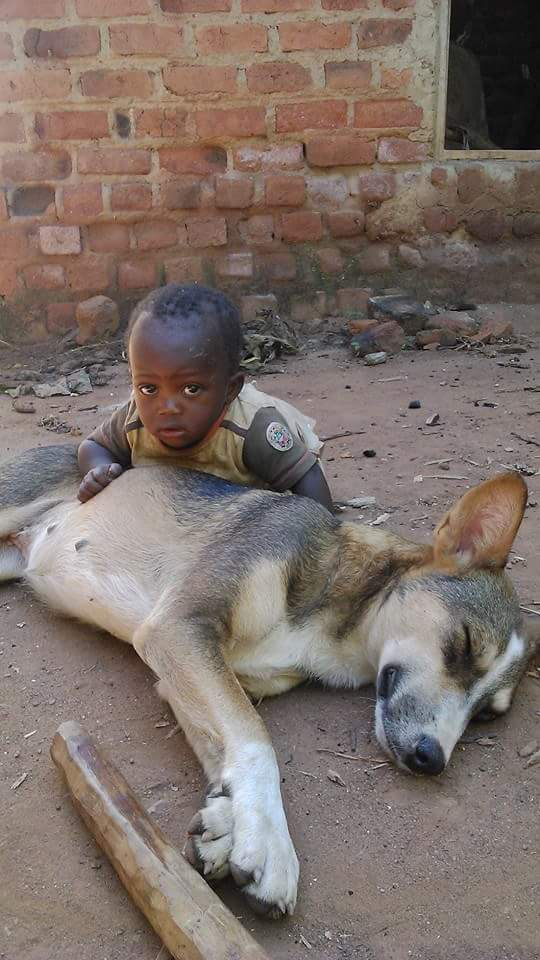
Bambino in Uganda col suo cane

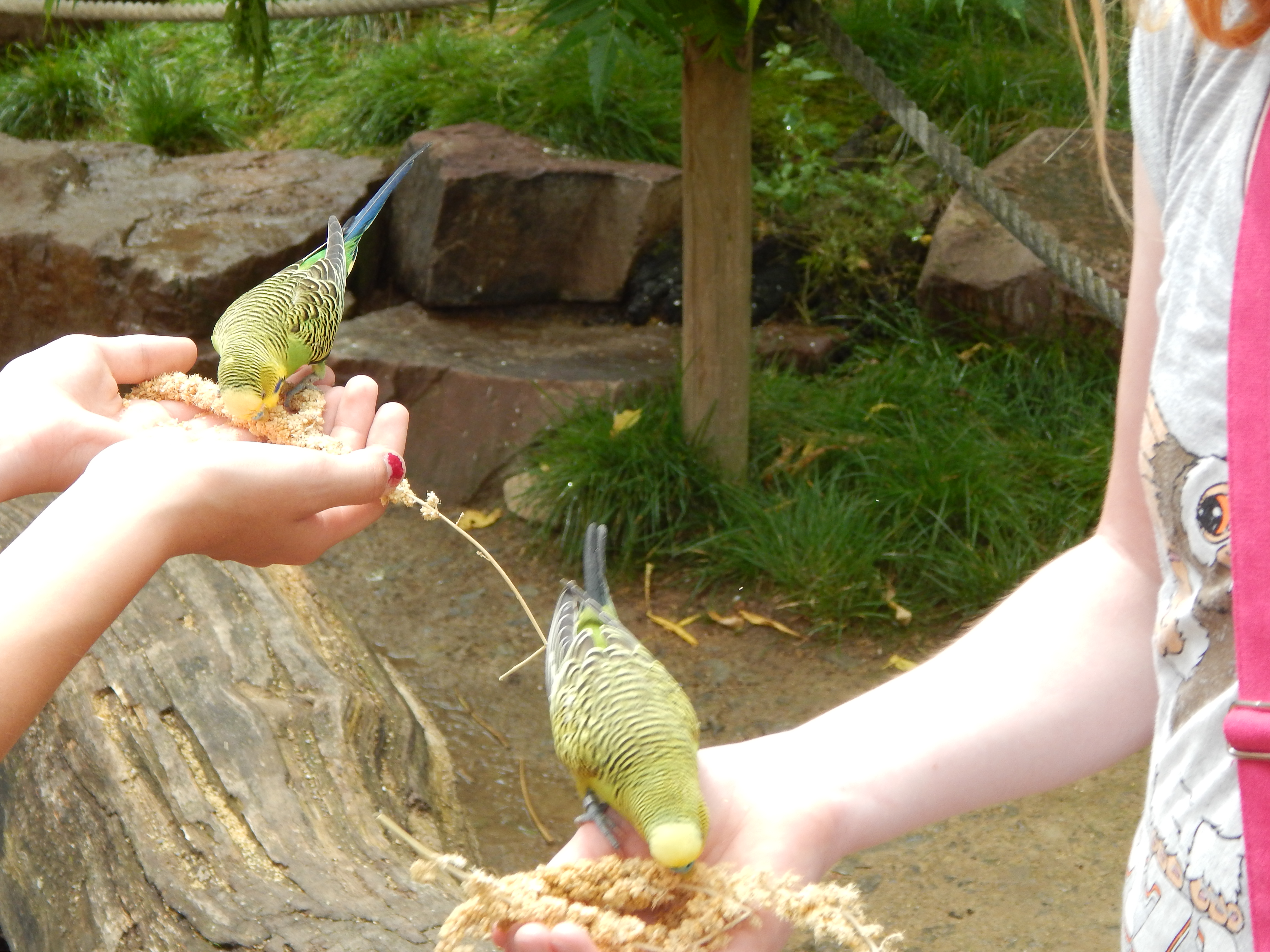
Cocorite che si nutrono dalle mani delle proprietarie

Un animale da compagnia è un animale con il quale gli esseri umani convivono per compagnia o intrattenimento.
Sebbene la casistica sia variegata, la maggior parte degli animali da compagnia appartengono a un ristretto numero di specie. Questi vengono distinti idealmente a seconda del trattamento a loro riservato, dagli animali da reddito, raggruppamento che comprende tutti gli animali domesticati che, a partire dai primordiali utilizzi nella pastorizia, hanno, rispetto all'uomo, anche un'utilità di tipo produttivo (carne, latte, lana, trasporto, ecc.).
I cani e i gatti sono certamente gli animali da compagnia più diffusi e in generale i mammiferi, insieme agli uccelli e ai pesci.  Questi ultimi presuppongono la convivenza con attrezzature specifiche. Fanno parte degli animali da compagnia anche numerose specie di rettili (dalle più comuni tartarughe ai serpenti e alle iguane), alcuni tipi di anfibi e, più raramente, anche artropodi come ragni e scorpioni.

## Tipologia

Il dipinto la Dama con l'ermellino, di Leonardo da Vinci. L'animale da compagnia raffigurato è probabilmente un furetto domestico

### Mammiferi
- Cani
- Gatti
- Roditori, inclusi criceti, cavie, topi, gerbilli, cincillà, degu, scoiattoli, porcellini d'India, ratti, cani della prateria e capibara
- Conigli
- Equini come cavalli e asini
- Donnole, furetti ed ermellini
- Lama e alpaca
- Maialini
- Mucche
- Capre e pecore

### Uccelli
- Cocorite
- Cacatua
- Ara
- altre specie di pappagalli

- Canarini
- Colombe

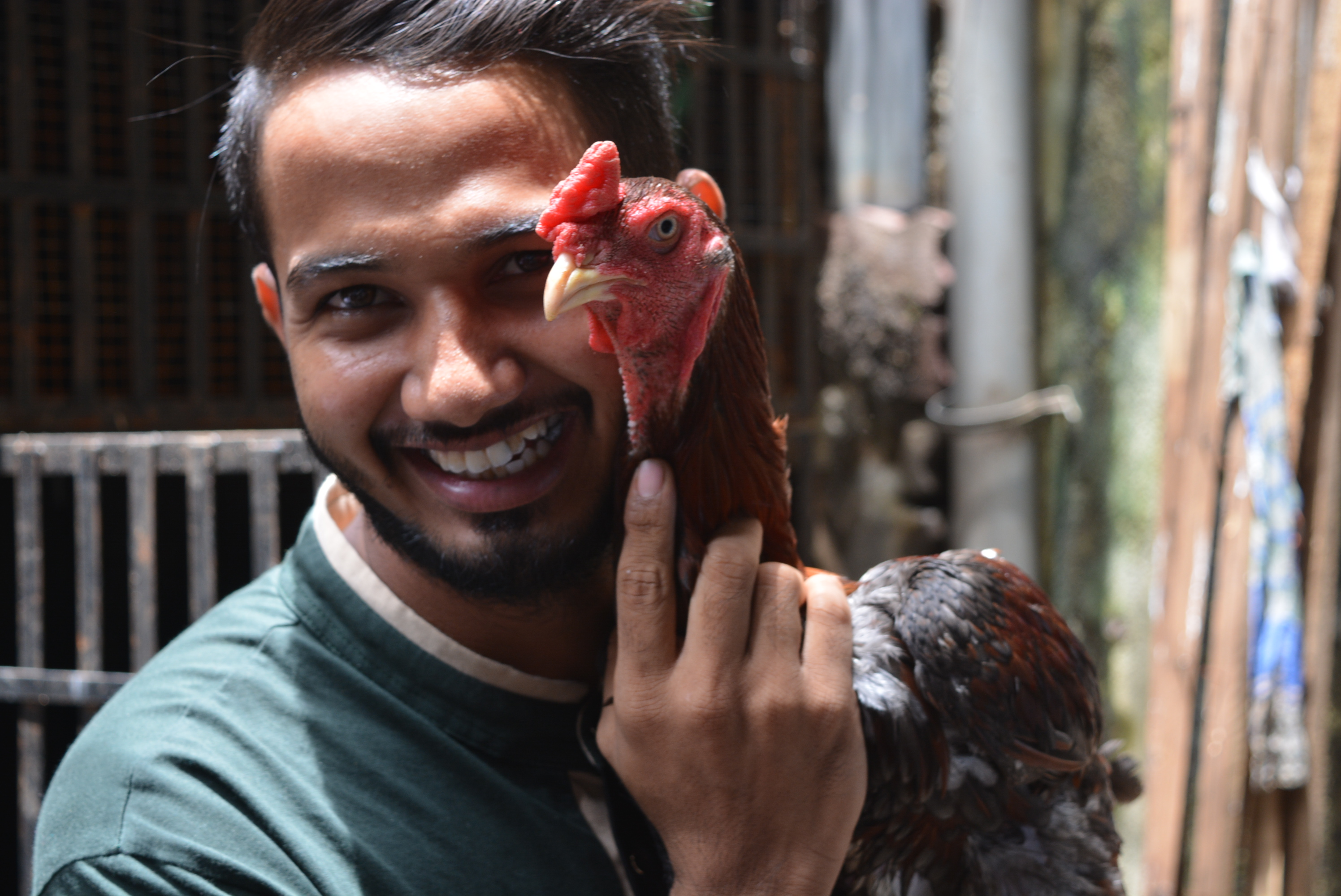
Gallina col suo proprietario

- Galline e galli (Gallus gallus domesticus)
- Anatre
- Diamanti mandarini

### Rettili
- Lucertole
- Iguane
- Serpenti
- Tartarughe e testuggini

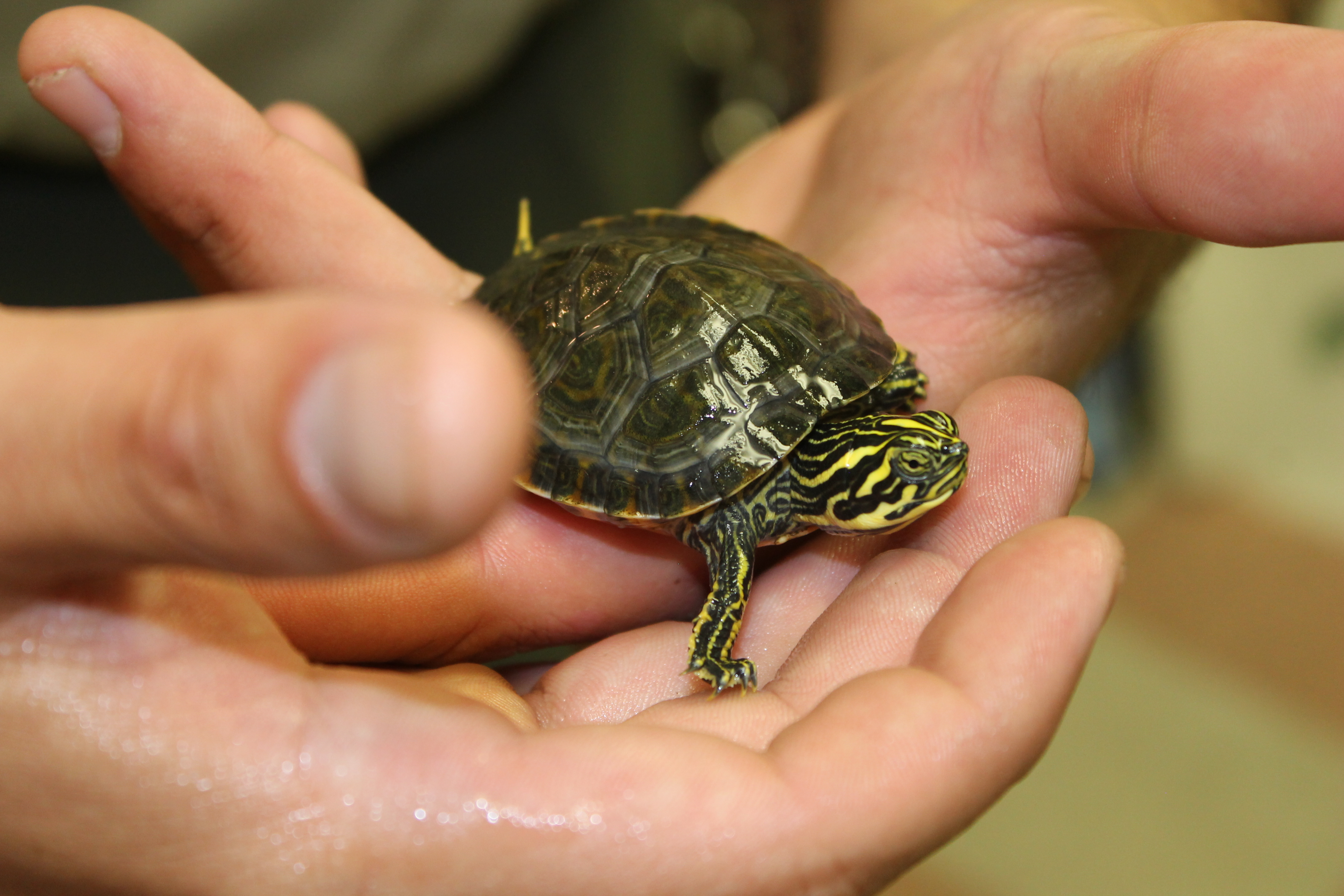
Giovane esemplare di Trachemys scripta

- piccoli alligatori, coccodrilli, caimani
- Camaleonti

### Anfibi

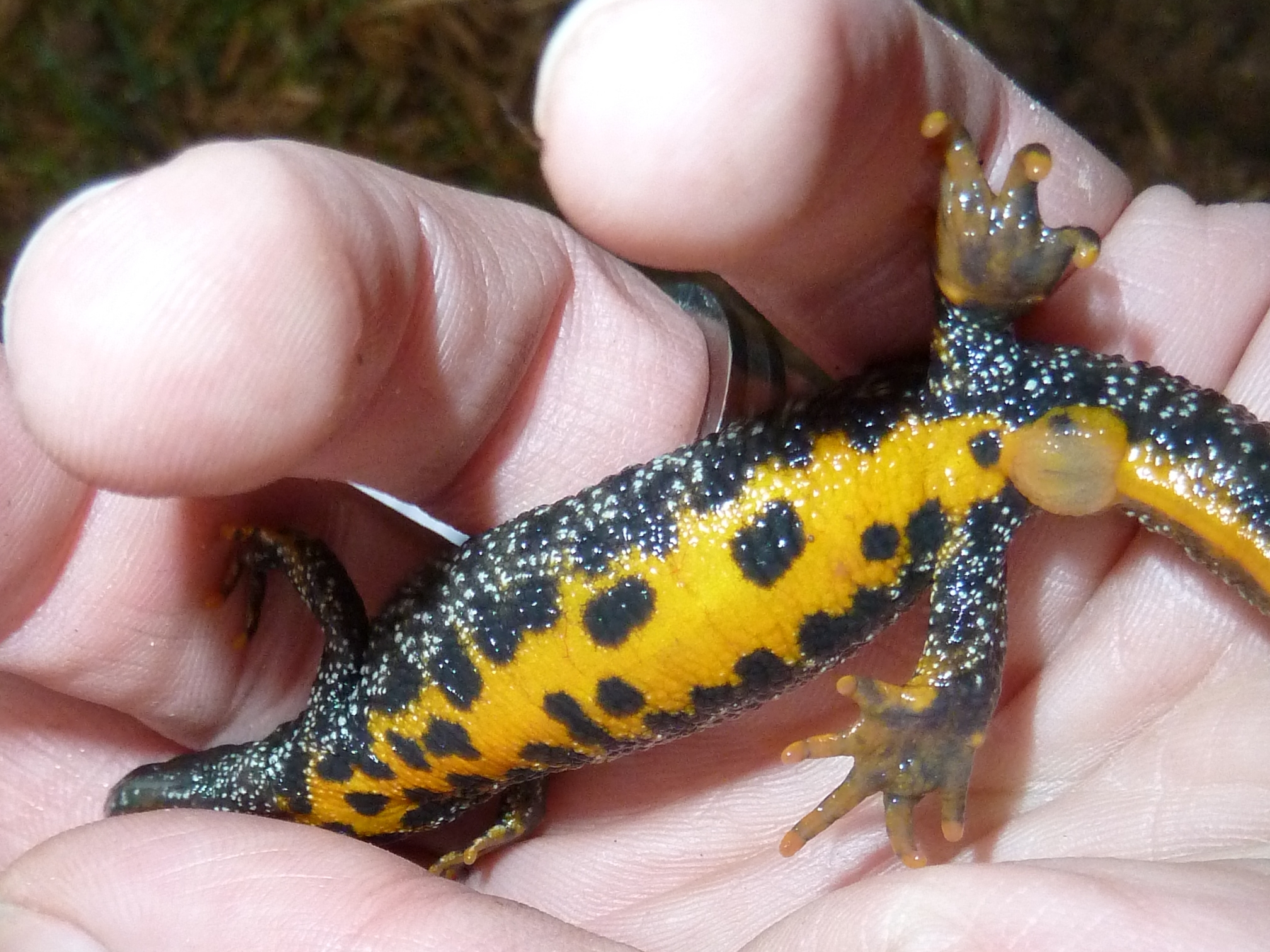
Femmina di Tritone crestato

- Tritoni
- Salamandre
- Anuri

### Pesci
Vedi: 
- Categoria:Pesci d'acquario d'acqua dolce
- Categoria:Pesci d'acquario d'acqua salata

### Artropodi

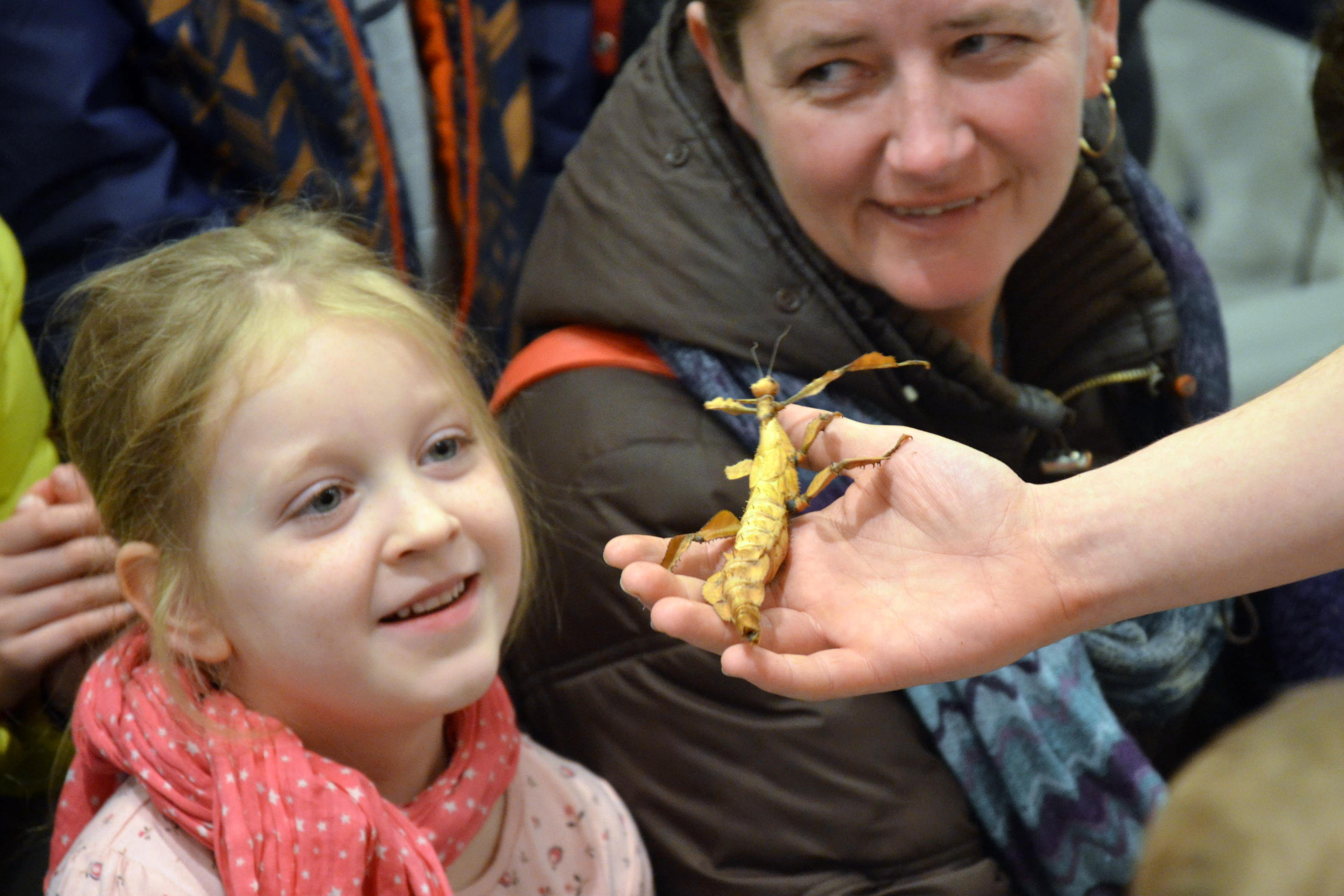
Fasmide

- Formiche
- Grilli
- Tarantole e altri ragni
- Scorpioni
- Fasmidi (Insetti stecco e foglia)

## Il dibattito sull'antropomorfizzazione

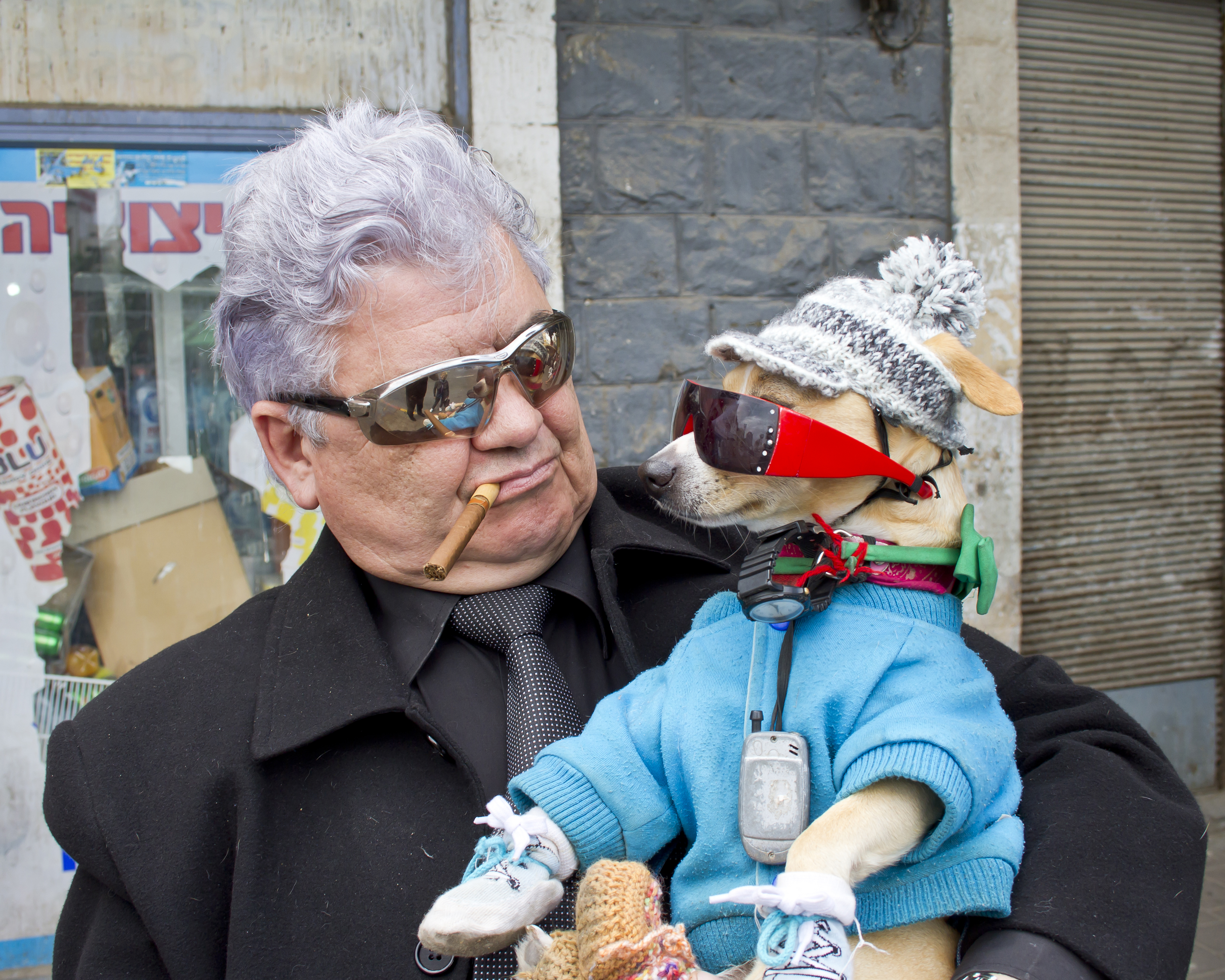
Cagnolino, ormai antropizzato, con il suo padrone

Un fenomeno diffuso è quello dell’umanizzazione, o antropomorfizzazione (ossia l’attribuzione di aspetti e caratteristiche umane a ciò che non è umano), degli animali domestici.
Hal Herzog, docente in psicologia alla Western Carolina University, esperto delle relazioni fra uomo e animali, racconta di aver chiesto a un buon numero di proprietari di animali cosa essi rappresentassero per loro. I risultati non hanno lasciato spazio a interpretazioni:
1. I miei animali sono membri della mia famiglia;
2. Sono i miei figli;
3. Sono i miei amici.[2]

Un’indagine Gfk Eurisko del 2013 rivela che il 70% del campione intervistato ammette di consentire, qualche volta, che il proprio animale domestico dorma sul letto; due su tre acquistano regali di Natale per gli animali; il 23% cucina pasti speciali per loro; il 16% in particolari occasioni li veste.
Esistono diverse teorie sull'antropomorfizzazione degli animali da compagnia:
- La tesi della familiarità: si umanizza l’animale per spiegare cose non comprensibili attraverso un modello con il quale abbiamo maggiore familiarità;
- La “tesi del conforto”: l’uomo non sentendosi a proprio agio con cose diverse da sé, le rende umane per attutire il disagio;
- La “tesi della migliore scommessa”: si scommette sulla caratterizzazione umana di alcuni eventi, accettando il rischio di sbagliare;
- La “teoria Species-Specific Group-Level Coordination System”: l’attribuzione di caratteristiche umane agli animali è un modo per cambiare il valore che gli attribuiamo e il nostro comportamento verso di loro;
- La “teoria della intercambiabilità dell’oggetto e del soggetto”: l’antropomorfismo è un comportamento che permette di attribuire a un oggetto o animale una particolare importanza, definendo chi siamo individualmente o culturalmente.[4]

### I benefici della compagnia di un animale

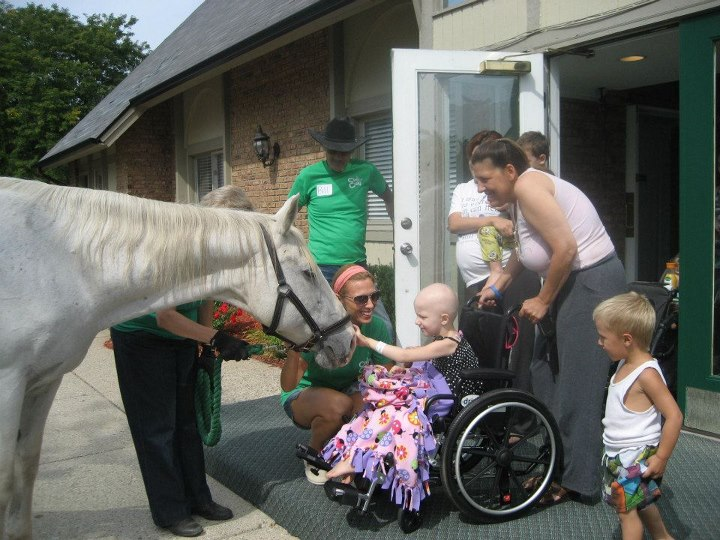
Pet therapy, con cavallo per bambini in difficoltà

La presenza di un animale può avere ripercussioni positive sul nucleo familiare e sull’intera società. In un momento di crisi economica e affettiva, esso può rappresentare un investimento orientato al benessere psicofisico e al superamento delle difficoltà del momento. Nel rapporto padrone-animale di affezione si attua una vera e propria donazione reciproca: il padrone investe soldi, tempo e attenzioni sull’animale, che lo ripaga con la sua propensione altruistica e amore incondizionato. In quest’ottica si colloca un’accezione positiva dell’umanizzazione dell’animale che diventa destinatario di interesse e attenzioni che ne accrescono il benessere. La condivisione di spazi e di tempo favorisce il corretto sviluppo del carattere dell’animale d'affezione, che si sente protagonista della famiglia con le sue peculiarità e i suoi bisogni.
Possedere un animale d'affezione può apportare diversi benefici alla salute dell’uomo. Oltre a un umore decisamente migliore, in taluni casi la vicinanza di un animale può contribuire all’abbassamento della pressione sanguigna e del colesterolo, alla riduzione dell’ansia e delle allergie e potrebbe portare benefici anche in caso di malattie importanti. Si pensi alla pet-therapy, una forma di terapia, in uso in tutto il mondo, che impiega gli animali da compagnia per migliorare lo stato psicofisico delle persone. Inoltre, vi sarebbero importanti  benefici caratteriali (archiviato dall'url originale il 29 giugno 2022). derivanti dal prendersi cura di un animale: relazioni più solide, aumento della leadership e dell’impegno sociale e, in generale, la tendenza a diventare persone migliori. Uno studio pubblicato su “Applied Developmental Science” conferma questa tendenza. Un campione di 500 persone adulte tra i 18 e i 26 anni che si è preso cura di un animale da compagnia per un determinato periodo ha sviluppato maggior attenzione verso la propria famiglia e i propri amici. Queste persone, inoltre, sono diventate membri più attivi all’interno della comunità. La ricerca evidenzia che sono proprio la qualità e la natura del rapporto con l’animale a fare la differenza. In particolare, sono i bambini e i ragazzi, ancora in piena età evolutiva, a beneficiare maggiormente di questa compagnia.
Prima di adottare o regalare un animale da compagnia è bene valutare tutti i pro e i contro. Sicuramente aiutano a ridurre lo stress, a dare compagnia per chi vive da solo e permettono anche di responsabilizzare i bambini, che imparano a prendersi cura di qualcosa che dipende da loro per la sopravvivenza. Tuttavia avere un animale da compagnia richiede tempo e denaro per il suo mantenimento, oltre al fatto che bisogna garantire un ambiente adatto per il cucciolo che si sta portando a casa. In sintesi, adottare o regalare un cucciolo richiede una profonda riflessione per il benessere dell'animale e di chi lo riceve.

### La convivenza per l’animale

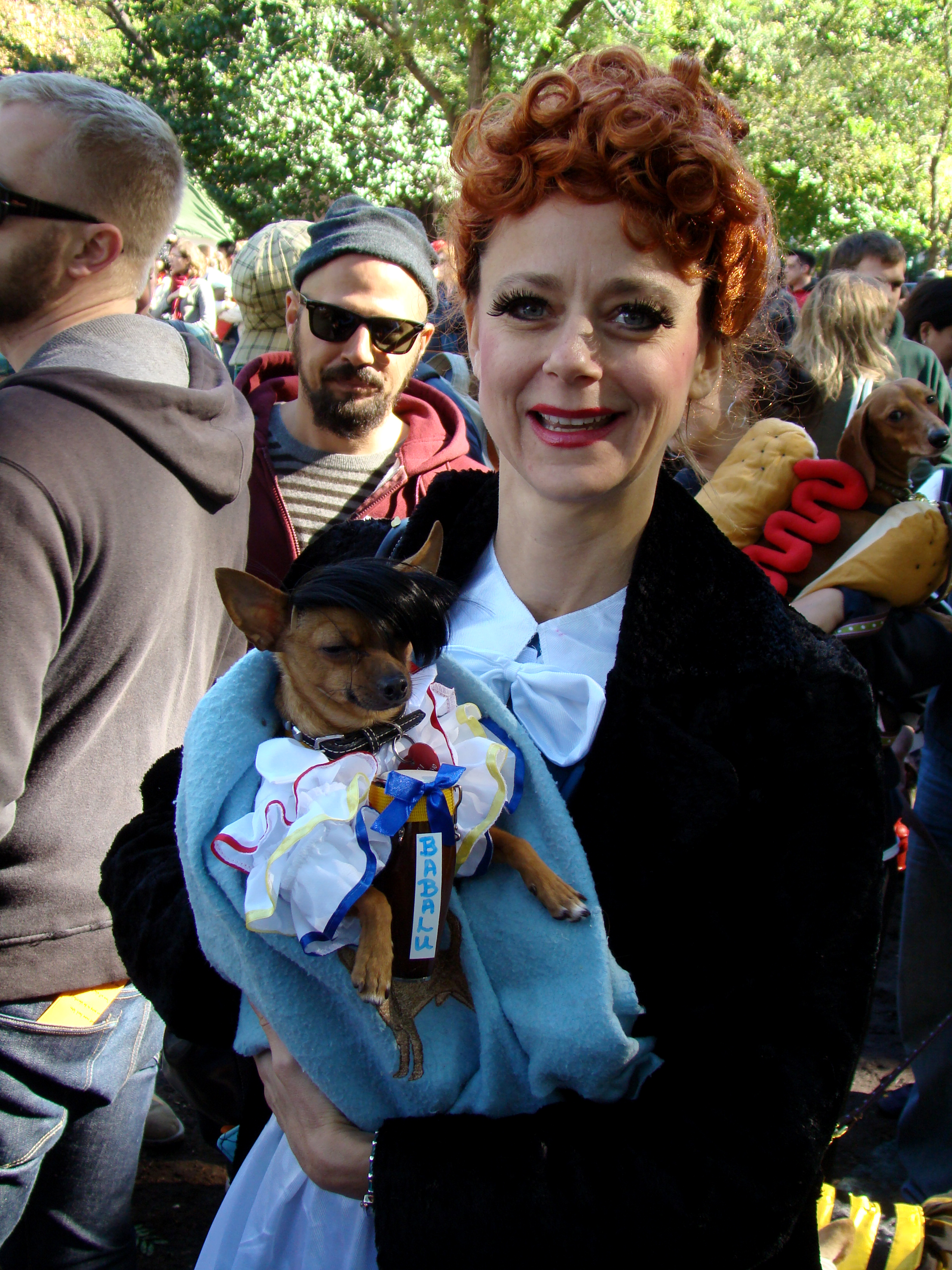
Cagnolino abbigliato con padrona

Il rapporto tra uomo e animale è dibattuto da psicologi, antropologi, etologi, filosofi, zoologi, a causa dei numerosi aspetti controversi e contraddittori che ruotano attorno alla domesticazione degli animali a partire dal fatto che ogni animale dovrebbe nascere in libertà, ed già solo essere inserito in un contesto domestico comporta sempre un trauma. Le scelte dei proprietari determinano la vita dell'animale da compagnia, ne condiziona la genetica a seconda dei gusti umani (ad esempio la continua selezione di razze per caratteristiche estetiche spesso va a discapito della salute costituzionale), sceglie l’ambiente in cui dovrà vivere (spesso molto limitato), le esperienze che dovrà affrontare, cosa dovrà mangiare, se si dovrà o meno accoppiare, quale fine vita aspettarsi (l'eutanasia viene usata frequentemente), ecc..
L'antropomorfizzazione può avere conseguenze negative quando incide sulle caratteristiche etologiche dell'animale. Differenze importanti nel codice comunicativo possono portare, infatti, a fraintendimenti, poiché, talvolta, l’antropomorfizzazione costituisce una soluzione di comodo per l’uomo, che evita così lo sforzo di capire il codice comunicativo dell’animale: "Il linguaggio canino deriva, infatti, da un percorso evolutivo diverso da quello umano e sfrutta precise posture, mimiche facciali e vocalizzazioni, che non devono essere fraintese, poiché, come noi traduciamo il comportamento del cane dal nostro punto di vista, altrettanto farà il nostro amico, che leggerà in chiave canina i nostri atteggiamenti”.
Amati e coccolati, gli animali da compagnia possono perdere le caratteristiche peculiari della loro razza: diventano incapaci di socializzare con i simili e posso soffrire di ansia e stress. Cambiando identità, perché fanno le stesse cose degli umani, mangiano i loro stessi cibi, dormono nello stesso letto, talvolta vengono addirittura portati su un passeggino come bambini. “Il ruolo degli animali domestici, e in particolare del cane, nella società moderna ha subito una radicale trasformazione nel corso degli anni. Ormai parte integrante del nucleo familiare, il cane viene in molti casi considerato addirittura il sostituto di un compagno, di un amico e di un figlio. ”.
Il business legato agli animali da compagnia ha un valore stimato di 160 miliardi di euro l'anno nel mondo e circa 4 miliardi di euro in Italia, tra spese per l’alimentazione, cure medico-veterinarie ma anche igiene, bellezza, istruzione e accessori moda come passeggini, collarini, cosmetici, profumi, spazzole ecc. Si pensa addirittura allo sport del cane, con abbonamenti a palestre ad hoc. Gli animali sono sempre più popolari sui social media, dove hanno profili personalizzati, soprattutto su Instagram. In alcuni casi i padroni monetizzano su eventi e campagne pubblicitarie che sfruttano popolarità, fan e followers: “dietro a cani e gatti che inconsapevolmente incantano e inteneriscono i loro milioni di follower, c’è un vero e proprio business […] c’è chi gestisce i loro profili e stringe accordi con le aziende che intendono sfruttare la popolarità di questi animali per pubblicizzarsi”.  Nel 2014, inoltre, è nato Bepuppy, un social network interamente dedicato agli animali domestici, che con gli anni si è evoluto: “Lanciato all’inizio come social network per cani in versione ‘sperimentale’, durante i tre anni di sviluppo, la piattaforma è diventata quello che doveva essere già nei progetti originali: un social pet innovativo ed aperto a qualsiasi animale domestico”.

## Tutela giuridica nel mondo

### Italia

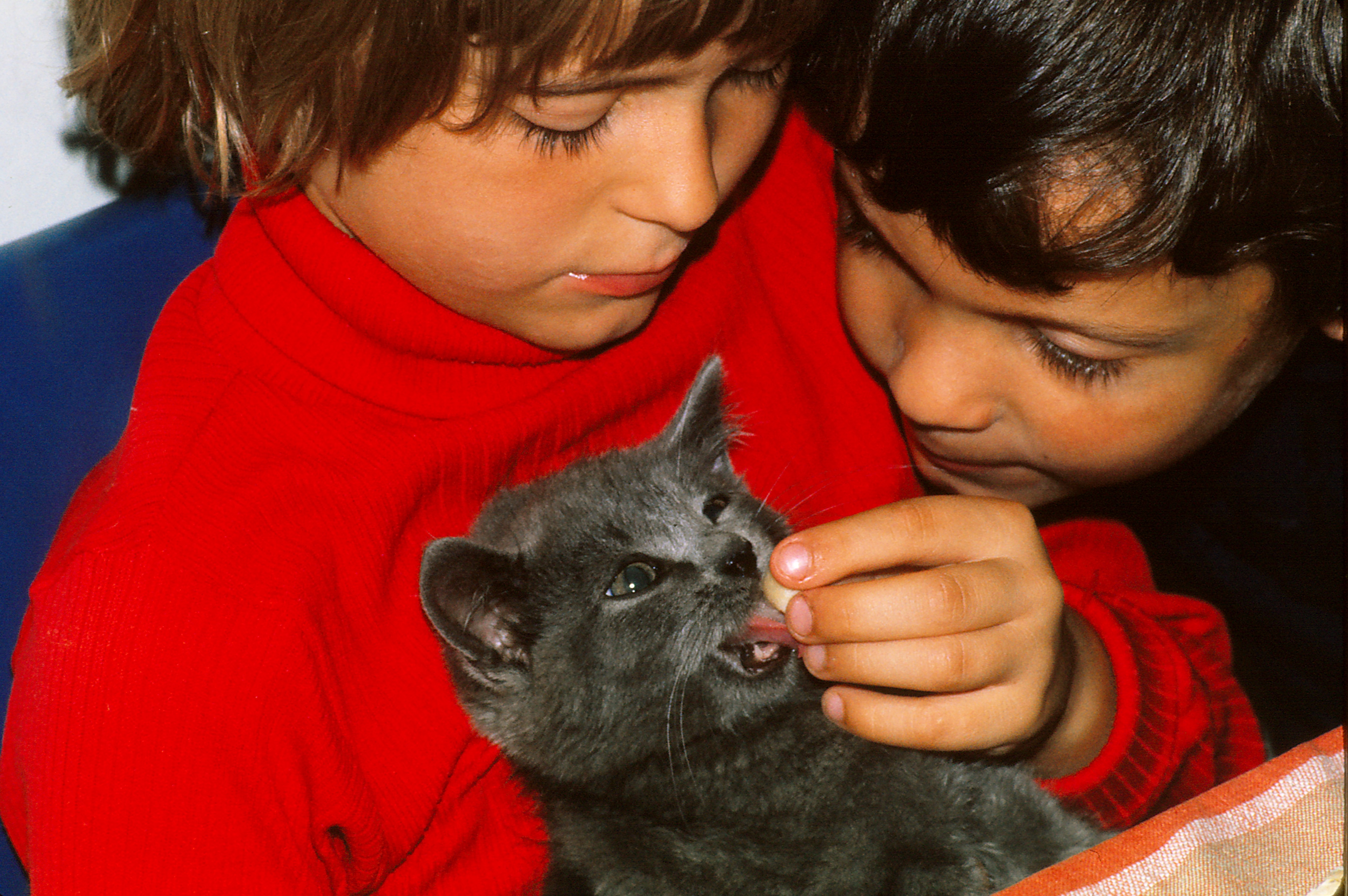
Bambini che nutrono un cucciolo di gatto

In Italia le norme principali che riguardano gli animali d'affezione sono la legge 14 agosto 1991, n. 281 e la legge 20 luglio 2004, n. 189. La definizione di una specie come "animale da affezione" comporta il vietarne: l'abbandono, la produzione e macellazione, l'importazione e l'esportazione a fini alimentari della loro carne, il trasporto e lo stoccaggio, la vendita e il suo consumo; l'utilizzazione in spettacoli o manifestazioni pericolose o degradanti; pone l'obbligo di assicurare la tracciabilità e riconducibilità all'effettivo proprietario lungo tutta la filiera attraverso interventi sull'anagrafe.
Inoltre la Legge 11 dicembre 2012, n. 220, articolo 16, in materia di "Modifiche alla disciplina del condominio negli edifici." ha modificato l'articolo 1138 del codice civile italiano decretando che le norme del regolamento condominiale non possono vietare di possedere o detenere animali domestici.

## Note

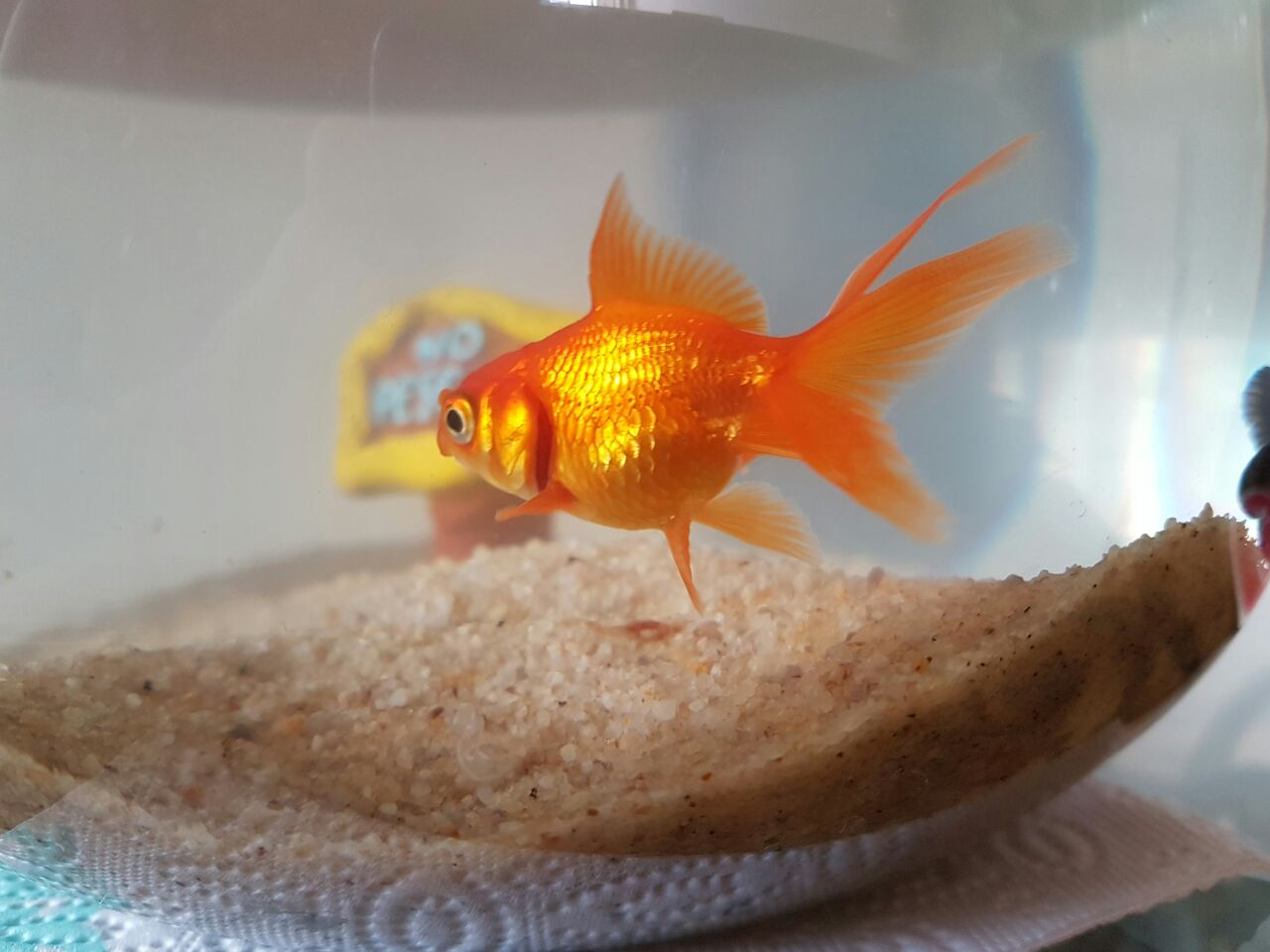
Pesce rosso in acquario palla di vetro

## Voci correlate

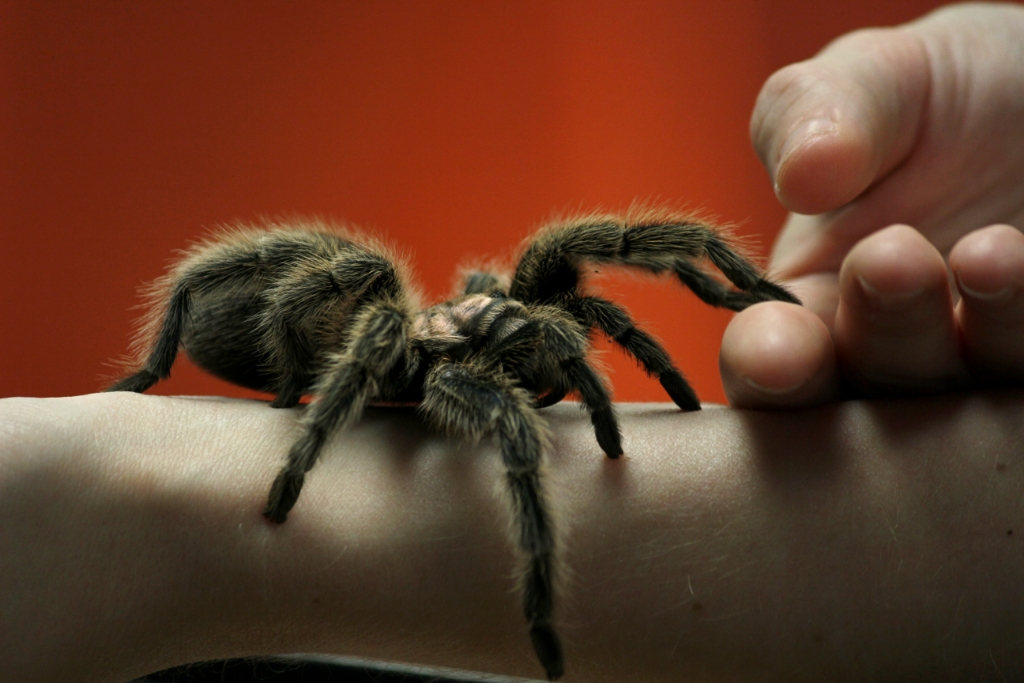
Tarantola come animale da compagnia